# Васильев, Владимир Тихонович
Васи́льев Влади́мир Ти́хонович (род. 28 октября 1941, Саратов) — советский и российский кинооператор, специалист в области комбинированных съёмок фильмов, заслуженный деятель искусств Российской Федерации (1995).

## Биография
Родился в семье военного. Отец служил на тихоокеанском флоте, мать ждала появления сына в Москве. Но в связи с октябрьскими событиями 1941 года предприняла поездку к родственникам в Бутурлиновку (Воронежской области). Пока она добиралась, та оказалась под немцами, тогда пришлось двинуться в Саратов, где спустя несколько дней родила Владимира. Устроилась неподалёку в Приволжском, через два месяца выйдя на работу. Отца Владимира — Тихона вскоре перебросили под Сталинград, откуда он смог навестить жену.
Владимир с матерью вернулись к бабушке и деду в Москву в 1945 году. В том же году семья воссоединилась, оказавшись в расположении Советских войск в Румынии, куда направили служить отца. Именно там пяти лет от роду Владимир увидел и навсегда запомнил «Волшебное зерно», «Свинарка и пастух». Через год вернулся в Москву, где пошёл в школу в окраинном районе Волхонка. По окончании школы проходил военную службу на Черноморском флоте. Заведовал армейским клубом и библиотекой, начал писать стихи.
На «Мосфильме» с 1962 года, поначалу в операторском цеху. В цех комбинированных съёмок перешёл в 1965 году, был ассистентом у Германа Шимковича, Игоря Фелицына, Бориса Арецкого. С 1970 по 1975 годы обучался во ВГИКе, где застал мастер-классы Сергея Урусевского. Одну из институтских курсовых работ с позволения Андрея Тарковского снимал в декорации «Соляриса».
В 1974 году на картине «Самый жаркий месяц» подменил заболевшего Бориса Арецкого и поехал в киноэкспедицию в Жданов. С той поры работает в качестве оператора комбинированных съёмок самостоятельно.
В мосфильмовской многотиражке «Советский фильм» в 1986 году опубликована его развёрнутая статья о неблагополучном положении комбинированных съёмок, в которой автор рассмотрел аспекты с разных сторон: арифметику больших цифр в погоне дирекции за показателями полезного метража, отсутствие в подразделении конкретного руководителя, отвечающего как за общее состояние дел, так и за выпуск каждого отдельного комбинированного кадра, отсутствие новой режиссуры уровня Птушко, Александрова, Митты и связанную с этим остановку в техническом развитии. Далее в ней была предложена программа действий, в числе которых: 

…постоянное проведение научно-исследовательских и экспериментальных работ, развитие связей с НИИ различных профилей; регулярные просмотры фильмов, отражающих последние достижения в этой области, подготовку высшего и среднего звена специалистов в учебых заведениях страны.
 Из всего этого мы сейчас ничего не имеем, по крайней мере в удовлетворительном состоянии.
— Владимир Васильев, «Советский фильм» № 4 1986 
С группой авторов «Мосфильма» и НИКФИ имеет патент на изобретение. Преподаёт на Курсах по подготовке специалистов «Мосфильма».
Автор юмористических рисунков и заметок, на протяжении многих лет публиковавшихся в номерах «Советский фильм». В начале 2000-х вместе с художниками Оксаной Казаковой и Виталием Клименковым работал над диорамами для музейной экспозиции на «Мосфильме».
Член Союза кинематографистов России (Москва).
Семья: женат, имеет сына и дочь.

## Творчество
В первой же своей картине «Самый жаркий месяц» (1974) проявил себя нестандартно, сделав динамический кадр с идущими после смены рабочими и общим планом завода вместе с диском заходящего солнца, полученного отражением в стекле зафильтрованного осветительного прибора.
В 1978—1979 годах по настоянию Александра Митты участвовал в создании кульминационных эпизодов по картине «Экипаж», для чего осуществил съёмки по методу блуждающая маска.

С нами работал прекрасный оператор Васильев – мастер комбинированных съёмок. В фильме есть кадры, где у самолёта отваливается хвост во время посадки. Этот кадр Васильев снимал 11 месяцев: накладывал одну экспозицию на другую, и так 14 раз. Это сложнейшая работа, ведь человек полтора года на кадр потратил.
— Александр Митта о создании «Экипажа»

Это были очень важные кадры для всего фильма: заключительный аккорд гигантской симфонии борьбы людей со стихией. Нужно было достичь самой высокой степени достоверности и выразительности. Посадку и аварию снимали при помощи модели перед инфраэкраном. Но как создать единство изображения настоящего аэродрома под дождем с действующей на его фоне моделью самолета? Инфраэкран лишь позволяет дать эти два объекта в одном кадре…
— Мария Богданова, «Смена» №20 1981
Детали и схема съёмки уникального кадра подробно рассматриваются в книге Бориса Плужникова «Искусство комбинированных киносъёмок».
«Экипаж» вызвал большой резонанс не только у зрителей, на страницах «Советского фильма» операторы старшего поколения Б. Горбачёв с А. Ренковым под рубрикой «В порядке обсуждения» начали полемику о профессии комбинированных съёмок вообще и о планке, которую поставили перед собой В. Васильев с коллегами:

Кадры, снятые этой группой, в большой своей части — крупные планы макета самолёта в полёте — воспринимаются как натуральные. Большим достижением этой группы надо считать кадры, в которых показана посадка самолёта без хвостового оперения на посадочную полосу аэродрома.
 Эти кадры, снятые с применением техники комбинированных съёмок, сделаны с большим правдоподобием. Это, безусловно, лучшие кадры второй серии фильма «Экипаж».
— Борис Горбачёв, Александр Ренков, «Советский фильм» № 5 1981
Васильев не раз использовал блуждающую маску и в других картинах, в частности «Человек-невидимка» в 1984 году.
А в 1995 году он оказался последним, кто использовал большой инфраэкран для съёмки трюковых эпизодов в фильме Владимира Меньшова:

…способом многократного экспонирования была снята оригинальная кинокомедия «Ширли-мырли», в которой один актёр исполнял роли четырех братьев-близнецов, причем нередко все они оказывались в одном кадре.
— Дмитрий Масуренков, MediaVision № 3 2011
В «Ширли-мырли», как и в каждом из сложнопостановочных фильмов, где довелось работать, Васильев использовал все имевшиеся на вооружении методы и технологии комбинированных съёмок, чем делится в вышедшей к премьере фильма книге:
К примеру, только в объекте «Рентгенкабинет» для изображения просвеченного насквозь человека были применены такие методы комбинированных съёмок, как блуждающая маска, фронтпроекция, рапидная и мультипликационная съёмка, съёмка макетов, многократное экспонирование с использованием целого ряда промежуточных киноматериалов, масок и контрмасок. В остальных случаях мы старались обходиться без контратипов, получая сразу оригинальное изображение.
 Снявшийся в эпизодической роли Ролан Быков в той же книге «„Ширли-мырли“ — кинороман-фарс» написал: «Когда я в первый раз прочитал сценарий этой комедии-фарса, он мне сразу понравился. Только не поверилось, что трюковую часть сценария можно выполнить. А она выполнена, и не хуже, чем у тех же американцев».

Когда многоопытные мосфильмовцы, после просмотра материала, подходили и спрашивали: «Что это: компьютерная графика?» — просто бальзам мне лили на сердце. Мы вначале тоже думали, что будем использовать компьютерную графику…
— Владимир Меньшов, кинорежиссёр
.
В 2015 году при производстве ремейка «Экипажа» В. Васильев с А. Миттой выступали в качестве консультантов.

## Фильмография
- 1974 — Самый жаркий месяц
- 1975 — Принимаю на себя
- 1977 — Собственное мнение
- 1978 — Бархатный сезон
- 1979 — Экипаж
- 1981 — От зимы до зимы
- 1981 — Ответный ход
- 1982 — Сказка странствий
- 1982 — Случай в квадрате 36-80
- 1983 — Анна Павлова
- 1984 — Человек-невидимка
- 1985 — Одиночное плавание
- 1987 — Конец вечности
- 1988 — Осень, Чертаново…
- 1988 — Шаг
- 1989 — Авария — дочь мента
- 1989 — Комедия о Лисистрате
- 1990 — Гол в Спасские ворота
- 1990 — Пропал друг (совместно с В. Стальным)
- 1991 — Казус импровизус
- 1991 — Чокнутые
- 1992 — Маленький гигант большого секса
- 1993 — Балерина
- 1993 — Завещание Сталина
- 1993 — На Муромской дорожке
- 1995 — Ширли-мырли
- 1996 — Ермак
- 1996 — Лиза и Элиза
- 1997 — Волшебный портрет
- 1997 — Сладкая сказка, короткометражный из документального цикла «100 фильмов о Москве»
- 1998 — День полнолуния
- 1998 — Окраина
- 1998 — Юкка
- 1999 — Затворник
- 1999 — Китайскій сервизъ
- 1999 — Любовь зла…
- 1999 — Президент и его внучка
- 2000 — Зависть богов
- 2002 — Звезда
- 2003 — Воры и проститутки. Приз — полёт в космос
- 2003 — Здравствуй, столица!
- 2006 — Волкодав из рода Серых Псов

## Звания и награды
- заслуженный деятель искусств Российской Федерации (19 октября 1995)[18];
- медаль «В память 850-летия Москвы» (1997)[6].